# Интеграл
 Тази статия е за математическия функционал.  За космическия апарат вижте ИНТЕГРАЛ.  
Интегралът е един от основните оператори в съвременния математически анализ. Съществуват два основни вида интеграли, поради което понятието интеграл се разглежда по двата начина:
1. Определен интеграл: Интеграл на функцията {\displaystyle f(x)} с дефиниционна област интервала {\displaystyle [a,b]} и множество от стойности {\displaystyle \mathbb {R} } (реалните числа) е площта на функцията между {\displaystyle a} и {\displaystyle b}, абсцисната ос, като площта под интегрируемата координатна ос приемаме за отрицателна и изваждаме. Чрез определен интеграл се дефинира площта под функцията {\displaystyle f(x)} между {\displaystyle a} и {\displaystyle b}.
2. Неопределен интеграл: Примитивната на функцията {\displaystyle f(x)}, отбелязвана често с {\displaystyle F(x)}. С неопределен интеграл се намира функция, чиято производна е интегрираната функция ({\displaystyle F'(x)=f(x)\forall {x}}) в дефиниционния интервал.

В математическия анализ съществуват множество техники за дефиниране на интеграл, чрез които става възможно съществуването на различни класове интегруеми функции. Такива техники включват интеграли на реални, компексни и хиперкомпрексни функции; на функции с повече от една променлива; праволинеен, криволинеен, интеграл по затворени контур, площ или обем; специални инеграли като Риманов интеграл и неговото абстрактно обобщение – Лебегов интеграл и интегрални преобразувания.

## История
Опити за интегриране са били правени още в древността, но в края на XVII век Нютон и Лайбниц създават основните правила на интегрирането. През XIX век Коши, Вайерщрас и др. допринасят за изграждането на математическия анализ, част от който е интегрирането, на строга логическа основа.

## Същност
Нека {\displaystyle J} е произволен интервал и {\displaystyle f:J\rightarrow \mathbb {R} =\left(-\infty ,\infty \right)} е зададена функция. Тъй като {\displaystyle f} е диференцируема и следователно непрекъсната в {\displaystyle J}, примитивната на функцията, {\displaystyle F}, следва също да е непрекъсната в {\displaystyle J}.
Ако функцията {\displaystyle F:J\rightarrow \mathbb {R} } е непрекъсната в интервала {\displaystyle J} и равенството {\displaystyle F'(x)=f(x)} е изпълнено навсякъде в {\displaystyle J} с изключение на краен брой стойности на x, където {\displaystyle F} евентуално не е диференцируема, то {\displaystyle F} се нарича обобщена примитивна на {\displaystyle f} в {\displaystyle J}. От съображения за пълнота се приема, че ако {\displaystyle f} има примитивна {\displaystyle F}, то тя има и обобщена примитивна, съвпадаща с {\displaystyle F}.
Понякога в определението за обобщена примитивна се допуска условието {\displaystyle F'(x)=f(x)} да бъде нарушено и за безкрайна редица от стойности {\displaystyle x_{i}} на аргумента {\displaystyle x}. Възможно е обобщената примитивна да се дефинира без изискването за непрекъснатост. При това се допуска стойностите {\displaystyle x_{i}}, за които равенството {\displaystyle F'(x)=f(x)} е нарушено, да са точки на прекъсване на {\displaystyle F}. За приложенията обаче са важни само непрекъснатите примитивни.
Не всяка функция {\displaystyle f} има примитивна, т.е. не всяка функция може да бъде производна на някаква друга функция. Така например, според теоремата на Дарбу, ако функцията {\displaystyle F:\left[a,b\right]\rightarrow \mathbb {R} } приема всички стойности между числата {\displaystyle f\left(a\right)} и {\displaystyle f\left(b\right)}. Следователно функцията {\displaystyle f} няма примитивна, ако тя има точки на прекъсване от 1-ви род. Функцията {\displaystyle f} може да няма примитивна и в други случаи, например ако тя има някои прекъсвания от 2ри род. Възможно е функцията {\displaystyle f:J\rightarrow \mathbb {R} } да няма примитивна (и съответно обобщена примитивна) поради наличие на точки на прекъсване, но свиването на {\displaystyle f} в някой подинтервал {\displaystyle K\subset J}, който не съдържа въпросните точки, има примитивна (обобщена примитивна). В този случай за краткост казваме, че самата {\displaystyle f} има съответна примитивна в {\displaystyle K}. Ако {\displaystyle F} и {\displaystyle \Phi } са две примитивни на {\displaystyle f}, то те могат да се различават само с адитивна константа ({\displaystyle +C}). Така, ако {\displaystyle F} е примитивна на {\displaystyle f}, всяка друга примитивна {\displaystyle \Phi } на {\displaystyle f} се определя от {\displaystyle \Phi \left(x\right)=F\left(x\right)+C}, където C е константа.

## Неопределен интеграл
Множеството на всички примитивни на дадена функция {\displaystyle f} се нарича неопределен интеграл на дадената функция, {\displaystyle f}, и се бележи с {\displaystyle int\left(f\right)}. Според тази дефиниция всяка функция има определен интеграл. Действително, ако {\displaystyle f} има примитивна {\displaystyle F}, то {\displaystyle int\left(f\right)} се състои от всички функции, които се отличават от {\displaystyle F} с адитивна константа и следователно множеството {\displaystyle int\left(f\right)} има същия брой елементи като реалните числа ({\displaystyle \mathbb {R} }). Ако {\displaystyle f} няма примитивна, то множеството {\displaystyle Int\left(f\right)} е празно, което се записва като {\displaystyle Int\left(f\right)=\emptyset }.
За примитивната {\displaystyle F} на функцията {\displaystyle f} е прието означението {\displaystyle F\left(x\right)=\int f\left(x\right)\,dx}. Тук {\displaystyle f} се нарича подинтегрална функция, {\displaystyle f\left(x\right)dx} се нарича подинтегрален израз, а {\displaystyle \int } е символът за интеграл.
Намирането на примитивна на дадена функция се нарича неопределено интегриране и се извършва чрез таблични интеграли. Интегрирането и диференцирането са взаимнообратни операции, т.е.:
{\displaystyle d\int f\left(x\right)\,dx=f\left(x\right)\,dx}
{\displaystyle \int dF\left(x\right)=F\left(x\right)}
Тъй като интегрирането е линеен оператор и функциите {\displaystyle f,g:J\rightarrow \mathbb {R} } имат примитивни и {\displaystyle \alpha }, {\displaystyle \beta } са константи, то:
{\displaystyle \int \left(\alpha f\left(x\right)+\beta g\left(x\right)\right)\,dx=\alpha \int f\left(x\right)\,dx+\beta \int g\left(x\right)\,dx}

## Определен интеграл
Нека {\displaystyle F} е примитивна на {\displaystyle f} в {\displaystyle J} и {\displaystyle a\in J} е фиксирана точка от интервала {\displaystyle J}. Тогава функцията {\displaystyle \Phi } определена от {\displaystyle \Phi \left(x\right)=F\left(x\right)-F\left(a\right)}, е също примитивна на {\displaystyle f} в {\displaystyle J}, която удовлетворява условието {\displaystyle \Phi \left(x_{0}\right)=0}. За тази примитивна е запазено специално означение, а именно:
{\displaystyle \int \limits _{a}^{b}f(x)\;dx=F(b)-F(a)}
Не съществуват определени интеграли за всяка функция. Това е довело до въвеждането на различни понятия за определен интеграл. Изобщо, на дадена функция {\displaystyle f:J\rightarrow \mathbb {R} } и на даден подинтервал {\displaystyle \left[a,b\right]\subset J} можем да съпоставим величината:
{\displaystyle I=I(f,\left[a,b\right])}
Тази величина се нариче определен интеграл на функцията {\displaystyle f} в интервала {\displaystyle \left[a,b\right]}, ако са изпълнени:
1. Линейност: Ако {\displaystyle f,g:J\rightarrow \mathbb {R} } и {\displaystyle \alpha ,\beta } са числа, то {\displaystyle I\left(\alpha f+\beta g,\left[a,b\right]\right)=\alpha I\left(f,\left[a,b\right]\right)+\beta I\left(g,\left[a,b\right]\right)} където функцията {\displaystyle \alpha f+\beta g} е определена от {\displaystyle x\rightarrow \alpha f(x)+\beta g(x)}.
2. Адитивност: Ако {\displaystyle c\in \left[a,b\right]}, то {\displaystyle I(f,\left[a,c\right])+I(f,\left[c,b\right])=I(f,\left[a,b\right])} В частност, ако {\displaystyle a=x_{0}<x_{1}<\cdots <x_{n}=b} е разбивка на интервала {\displaystyle \left[a,b\right]}, то {\displaystyle I(f,\left[a,b\right])=\sum \limits _{k=0}^{n-1}I(f,\left[x_{k},x_{k+1}\right])}
3. Нетривиалност: Ако означим с 1 постоянната функция {\displaystyle x\rightarrow 1}, то {\displaystyle I(1,\left[a,b\right])=b-a}

## Методи за решаване
В математическия анализ са известни множество методи за интегриране на функция. Най-простият начин е чрез директно решаване на интеграла, като за целта може да се прибегне до табличните интеграли. Други методи са заместване, интегриране по части и т.н.